# 中島愛里
中島 愛里（なかじま あいり、1990年8月13日 - ）は、日本の元女優、元タレント、元グラビアアイドルである。愛称はアイリーン。神奈川県出身。センスアップに所属していた。

## 来歴
2007年、ミスマガジン2007にエントリーし、ファイナリストに選出。7月に「ミス週刊少年マガジン」賞を授与される。同年7月15日、東京都池袋サンシャインシティ噴水広場にて、ミスマガジン2007のお披露目イベントが行われた。同イベント内では先輩ミスマガジンから、ミスマガジンのユニフォームが渡され、正式にミスマガジンフットサルチームに加入。背番号は「7」（2009年2月までは「25」）。ユニフォームの背中には「EYE-RI」と書かれている。
当初はトヨタオフィス。その後は分社化したセンスアップに所属したが、2018年より事務所公式サイトから削除されている。

## 人物
- 特技： バスケットボール、短距離走、変顔、百人一首
- 趣味：映画鑑賞、ショッピング、キューピー蒐集、サバイバルゲーム、映画鑑賞、料理、お菓子作り
- 好きな歌手：SPEED、ポルノグラフィティ、AAA
- 同じくミスマガジン2007にエントリーした伊勢みはととは「相方」と呼ぶほど仲が良い。

## 出演

### CM
- P&G アテント
- 佐鳴予備校
- ロッテ CAHNGE THE ANGLE 秋季製品
- ニビシ醤油 - 2008年5月より「海編」放映。9月から続編の放映が予定されている。
- 江崎グリコ BOMBA（共演：桜庭ななみ・佐藤さくら）

### テレビ番組
- 勝利の女神〜3rdSTAGE〜（2007年10月5日 - 、チバテレビ・1ヶ月後からスカパー再放送 エンタ!371）
- ゴッドタン（2009年11月25日、2015年5月2日、2015年9月19日、2015年10月3日テレビ東京）
- ワケありバンジー（2010年、u局）バンジーエンジェル
- 開運音楽堂（2011年1月8日、TBS）
- 眠れぬ街のアプリンス（2011年5月26日 - 、日本テレビ）
- 一夜づけ（2014年4月 - 、テレビ東京）

### テレビドラマ
- 精霊少女隊（2008年9月27日、BS-i）
- スマイル 第1話（2009年4月17日、TBS） - 高崎有希 役
- LOVE GAME 第7話（2009年6月4日、読売テレビ） - 相沢かおる<高校時代> 役
- 僕の秘密★兵器 第2話（2009年10月9日、メ〜テレ） - 小西里香 役
- 新撰組 PEACE MAKER（2010年、MBS・TBS） - 明里 役
- 大切なことはすべて君が教えてくれた（2011年1月 - 3月、フジテレビ） - 中野愛里役
- 月曜ゴールデン 警視庁南平班〜七人の刑事〜 第5作（2012年7月2日、TBS） - 由香里 役
- 金曜プレステージ 所轄刑事 第8作（2013年1月18日、フジテレビ） - 樋口奈々 役
- タンクトップファイター 第5話（2013年5月23日、TBS） - 平野香苗 / 花音 役
- 月曜ゴールデン・ツインズ〜早乙女兄弟の推理日誌〜（2014年1月27日、TBS） - 今井恵子 役
- TEAM -警視庁特別犯罪捜査本部- 第3話（2014年4月30日、テレビ朝日） - 青柳文香 役
- 女はそれを許さない 第9話（2014年12月16日、TBS） - 小橋の妻 役
- 最強の法廷 裁判官桜子と10人の評決（2015年1月14日、テレビ東京） - 佐々木綾香 役
- ウロボロス〜この愛こそ、正義。（2015年1月23日、TBS）
- アルジャーノンに花束を（2015年、TBS）
- 月曜名作劇場 信濃のコロンボ 第3作（2016年11月14日、TBS） - 畑野君子 役
- あなたのことはそれほど 第7話（2017年5月30日、TBS）[4]
- デッドストック〜未知への挑戦〜 第6話（2017年8月26日、テレビ東京）
- コード・ブルー -ドクターヘリ緊急救命- 第7話（2017年5月30日、フジテレビ） - 村岡ひとみ 役

### 映画
- JAWS IN JAPAN（2009年） - 麻衣 役
- 石の降る丘（2011年） - ヒロイン・石川初代 役
- 夜明け前 朝焼け中（2013年） - 川口冬実 役
- 劇場版 東京伝説 歪んだ異形都市（2014年） - 志保美 役
- 全開の唄（2015年10月3日公開） - 高峰椿 役[5]
- 野良犬はダンスを踊る（2015年10月公開）

### ウェブドラマ
- 東京ヴァンパイアホテル（2017年、Amazonプライム・ビデオ）

### ラジオ番組
- IBCラジオ・チャリティー・ミュージックソン（2007年12月24日 - 25日、IBC岩手放送）
- GEKIDAN SAMBA CARNIVAL（2010年10月 - 2011年3月) FM-FUJI - レギュラー・アシスタント

### 舞台
- 遙かなる時空の中で2（2011年6月3日 - 12日、スペース・ゼロ / 再演・2012年5月30日 - 6月3日、スペース・ゼロ） - 藤原紫 役
- TUFF STUFF「櫻の園～季節はずれの桜前線～」（2011年7月13日 - 18日、相鉄本多劇場） - 杉山紀子 役
- LIVE ACT 青の祓魔師〜魔神の落胤〜（2012年5月11日 - 17日、日本青年館 大ホール） - ヒロイン・杜山しえみ 役
- ベニバラ兎団「ガダルカナル デパートメント」（2012年12月12日-16日、キンケロシアター）
- サイコメトラーEIJI〜時計仕掛けのリンゴ（2014年2月26日 - 3月2日、CBGKシブゲキ!!） - 夏目比美子 役
- 天元突破グレンラガン 〜炎撃篇〜 其の壱（2014年10月22日 - 27日、全労済ホール／スペース・ゼロ） - キヨウ 役

## 作品

### DVD
- ミスマガジン2007 中島愛里（2007年10月、TBS）
- ヤングマガジンDVD JK・卒業！ (2009年6月15日、リバプール）
- 愛里の温度 (2010年1月29日、リバプール）
- 笑顔のすべて (2010年9月26日、ワニブックス)

### 写真集
- JK最高！（2009年3月20日、講談社、撮影：井ノ元浩二）ISBN 978-4-06-364762-4
- A DAY（2009年10月、音楽専科社、撮影：serena）ISBN 978-4-87-279229-4
- 笑。（2010年7月23日、ワニブックス、撮影：渡辺達生）ISBN 978-4-8470-4297-3

### デジタル写真+ムービー作品集
- Sugar Girl（2011年4月14日、ファンプラス・GザテレビジョンPLUS配信、撮影：石川信介）
- Miracle Girl（2011年5月25日、ファンプラス・GザテレビジョンPLUS配信、撮影：石川信介）